# Montpeyroux (Hérault)
Montpeyroux (okzitanisch Mont Peirós im Sinne von „Steiniger Berg“) ist eine französische Gemeinde mit 1418 Einwohnern (Stand 1. Januar 2022) im Département Hérault in der Region Okzitanien. Seine Bewohner werden Montpeyroussiens genannt. Montpeyroux liegt 38 Kilometer nordwestlich von Montpellier.

## Geografie

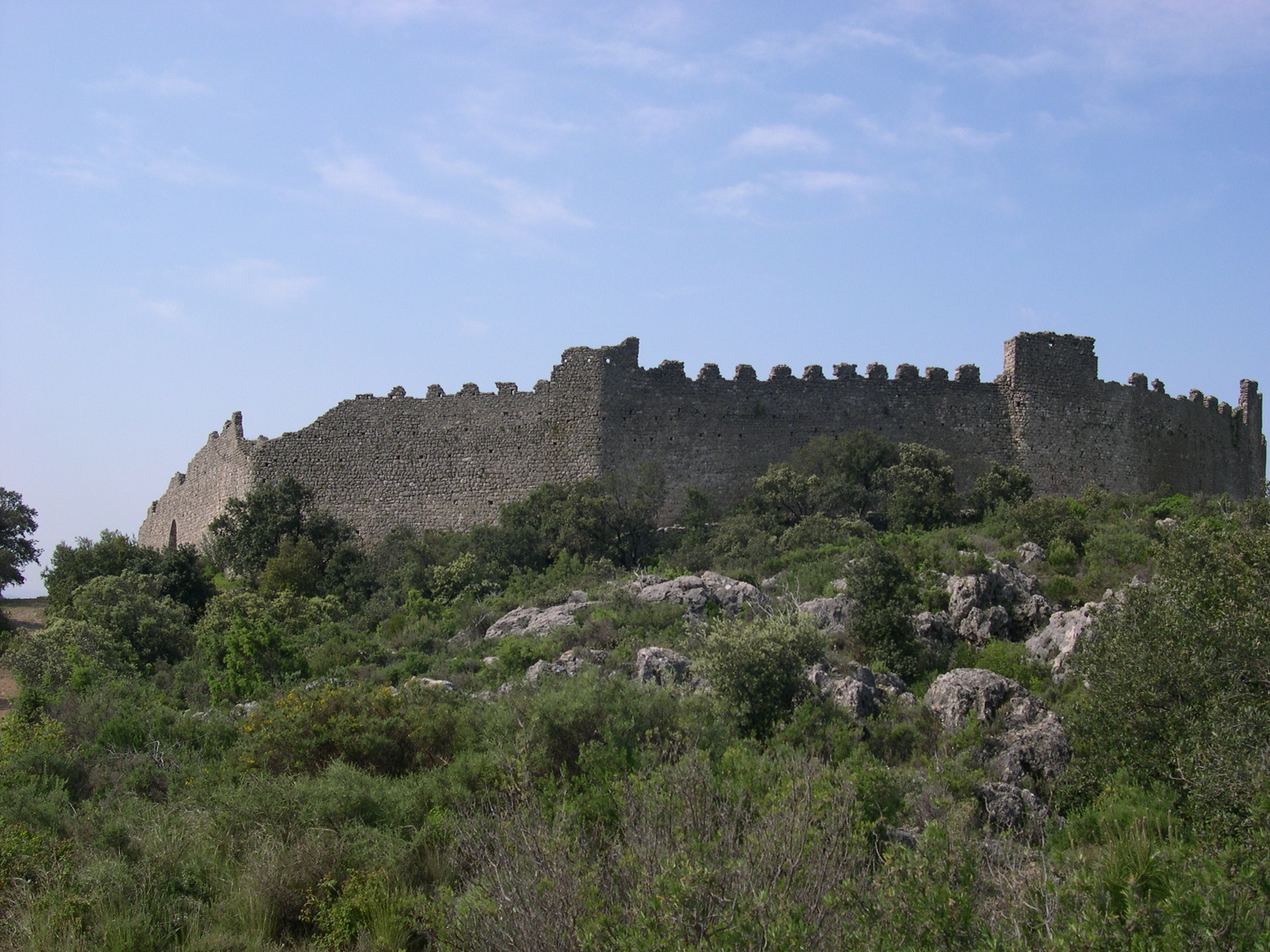
Ruine Le Castellas

Das Dorf liegt an der Grenze zweier Landschaften: den Ausläufern des Kalksteingebiets Causse und dem Schwemmland des Hérault. Über dem Ort erhebt sich die Ruine von „Le Castellas“ (250 m) sowie der Berggipfel Baudille (847 m). Es ist Kreuzungspunkt verschiedener Nord-Süd- und Ost-West-Verbindungen, wie z. B. jahrhundertealte Pilgerwege. Die Abtei von Saint Aniane liegt in der näheren Umgebung. Seit dem Mittelalter bestimmt Montpeyroux durch seine strategische und geologische Lage wirtschaftliche Prosperität. In der umliegenden hügeligen Landschaft wird Wein angebaut, die Rebsorte Syrah dominiert die Rebflächen.

## Bevölkerungsentwicklung
| Jahr                       | 1962 | 1968 | 1975 | 1982 | 1990 | 1999 | 2008 | 2017 |
| Einwohner                  | 779  | 845  | 779  | 806  | 947  | 1084 | 1195 | 1340 |
| Quellen: Cassini und INSEE |      |      |      |      |      |      |      |      |